# Edward Schröder

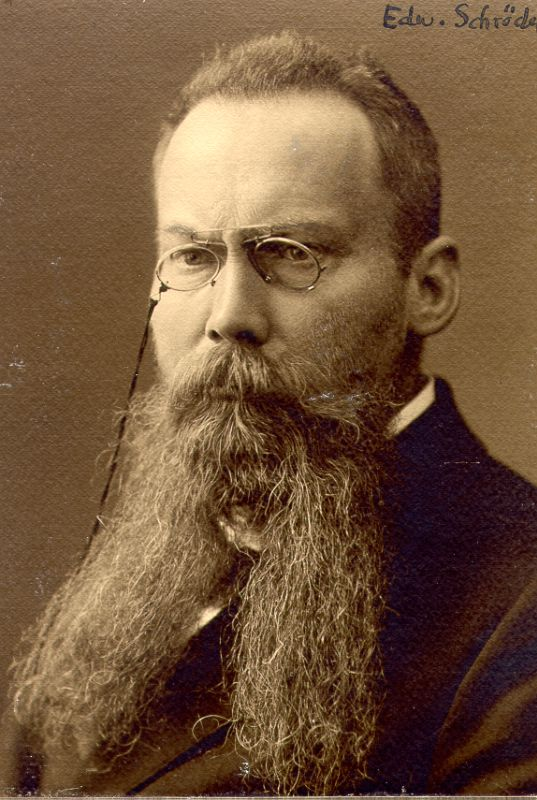
Edward Schröder (1906)

Edward Schröder (* 18. Mai 1858 in Witzenhausen; † 9. Februar 1942 in Göttingen) war ein deutscher germanistischer Mediävist.

## Leben und Werk
Schröder wurde in Germanistik promoviert und war ab November 1885 als Privatdozent an der philosophischen Fakultät der Friedrich-Wilhelms-Universität Berlin tätig. Er wurde im Januar 1887 bereits a. o. Professor der deutschen Sprache und Literatur und erhielt Ostern 1889 einen Ruf an die Universität Marburg, wo er als Ordinarius lehrte. 1896 wurde er dort Ehrenmitglied des Akademisch-Neuphilologischen Vereins Marburg, der späteren Marburger Burschenschaft Rheinfranken. Er wechselte im Herbst 1902 an die Georg-August-Universität Göttingen. Hier ernannte ihn der Neuphilologische Verein Normannia (seit 1912 Neuphilologische Verbindung Normannia) im WKV zum Ehrenmitglied.
Im Ersten Weltkrieg diente Schröder als Hauptmann der Landwehr und wurde mit dem Eisernen Kreuz II. Klasse ausgezeichnet.
Schröder hat verschiedene mittelalterliche Texte herausgegeben, so unter anderem eine Sammlung kleinerer Verserzählungen von Konrad von Würzburg. In seiner Veröffentlichung Zwei altdeutsche Schwänke (1919) ist die schwankhafte Versdichtung Die böse Frau enthalten. Darüber hinaus war seine Edition des Moriz von Craûn und des Peter von Staufenberg in den Zwei altdeutsche Rittermaeren lange maßgeblich für die Interpretation des Moriz von Craûn.
Schröder war ein sehr aktiver Mitarbeiter der Allgemeinen Deutschen Biographie. Dort hat er rund 50 biografische Artikel über Dichter und Germanisten veröffentlicht.

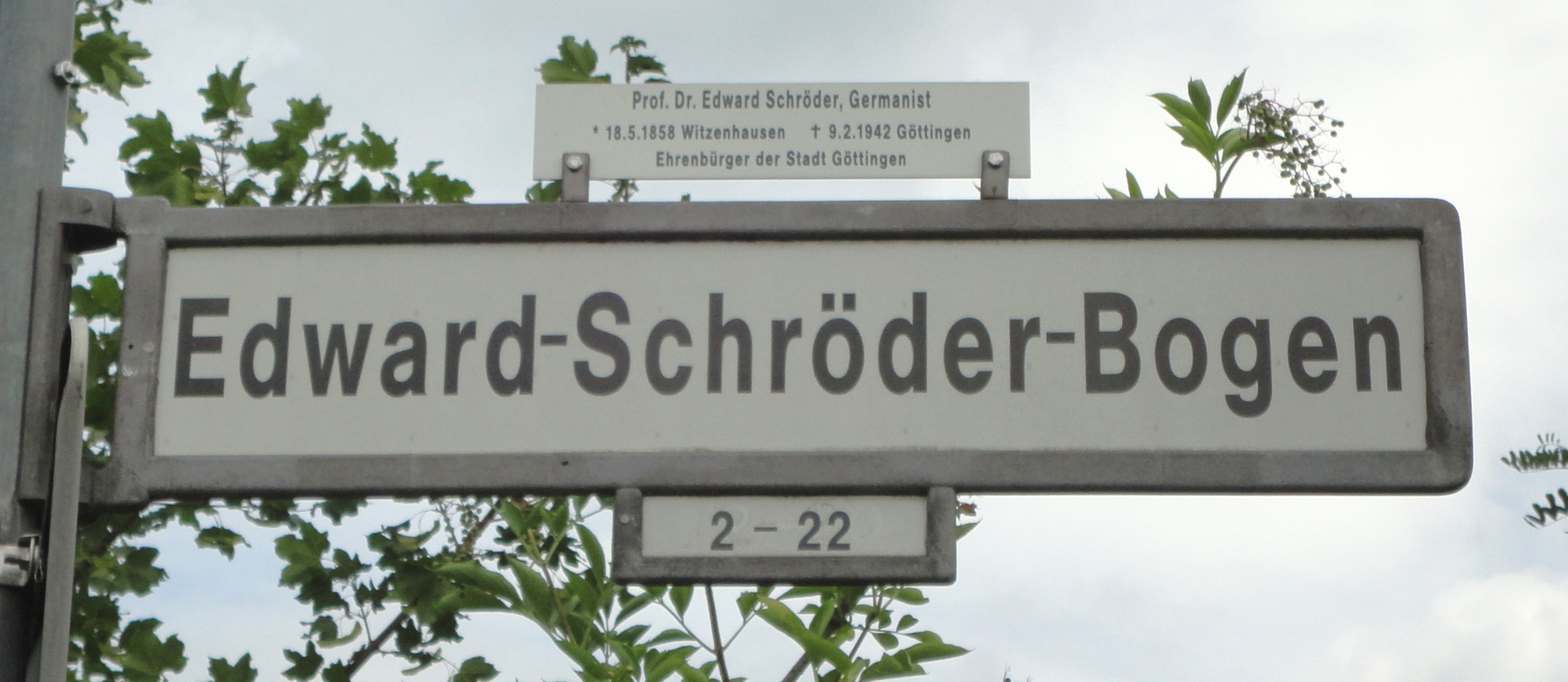
Göttingen-Weende, Edward-Schröder-Bogen

Schröder war ab 1877 Mitglied des Vereins für niederdeutsche Sprachforschung und im Jahr 1909 dessen Vorsitzender. Seit 1894 war er korrespondierendes, von 1903 an ordentliches Mitglied der Akademie der Wissenschaften zu Göttingen, seit 1912 zudem korrespondierendes Mitglied der Preußischen Akademie der Wissenschaften. 1922 wurde Schröder zum auswärtigen Mitglied der Bayerischen Akademie der Wissenschaften gewählt. 1927 erhielt er den Bayerischen Maximiliansorden für Wissenschaft und Kunst. Im November 1933 unterzeichnete er das Bekenntnis der deutschen Professoren zu Adolf Hitler.

## Veröffentlichungen (Auswahl)
- Kaiserchronik eines Regensburger Geistlichen. Hannover 1892 (= Monumenta Germaniae Historica, Deutsche Chroniken I, 1. Abt.)
- Der Dichter Gottfried von Hohenlohe. In: Albert Hartmann (Hrsg.): Festschrift für Georg Leidinger, zum 60. Geburtstag am 30. Dez. 1930. Schmidt, München 1930, S. 241–248.
- Deutsche Philologie. In: Gustav Abb (Hrsg.): Aus fünfzig Jahren deutscher Wissenschaft. Die Entwicklung ihrer Fachgebiete in Einzeldarstellungen. de Gruyter, Berlin 1930, S. 198–215.
- Deutsche Namenkunde. Gesammelte Aufsätze zur Kunde deutscher Personen- und Ortsnamen von Edward Schröder. Festgabe seiner Freunde und Schüler zum 80. Geburtstag. Vandenhoeck & Ruprecht, Göttingen 1938 (mit Bildnis, Tabula gratulatoria und Erstveröffentlichungsnachweis).